# Bonilla
Bonilla es una localidad del municipio conquense de Huete, en la comunidad autónoma de Castilla-La Mancha (España).  Se encuentra a 15 km de Huete y a 50 km de Cuenca.
La iglesia está dedicada a Nuestra Señora de la Asunción.

## Localidades limítrofes
Confina con las siguientes localidades:
- Al norte con La Peraleja.
- Al noreste con Villanueva de Guadamejud.
- Al este con La Ventosa.
- Al sureste con Castillejo del Romeral.
- Al sur con Caracenilla.
- Al oeste con Saceda del Río.

## Patrimonio
Cuenta con una gran iglesia con planta de cruz que data del siglo XVII. Tiene también el denominado monasterio del Padre Eterno, antiguo hospital y convento.

## Fiestas
Las fiestas de Bonilla son en honor de San Roque, el 16 de agosto, y Santa Águeda, el 5 de febrero. También se celebra el día de la Virgen de la Asunción (15 de agosto) y San Roquillo (17 de agosto).

## Escudo de Armas
Escudo cuartelado: 1.º y 4.º de oro con una cruz de gules floreteada y hueca. 2.º y 3.º de gules con un león rampante de oro. Bordura de oro con ocho aspas de gules.

## Demografía
| Gráfica de evolución demográfica de Bonilla entre 1842 y 1970 |
| |
| Población de derecho según los censos de población del INE Población de hecho según los censos de población del INEEntre el censo de 1981 y el anterior, este municipio desaparece porque se integra en el municipio Huete |

Evolución de la población
| Gráfica de evolución demográfica de Bonilla entre 2000 y 2017      |
|                                                                    |
| Población de derecho (2000-2017) según el padrón municipal del INE |

## Historia
Así se describe a Bonilla en el tomo IV del Diccionario geográfico-estadístico-histórico de España y sus posesiones de Ultramar, obra impulsada por Pascual Madoz a mediados del siglo XIX:

Villa con ayuntamiento en la provincia y diócesis de Cuenca (6 leguas), partido judicial de Huete (2), audiencia territorial de Albacete (22) y capitanía general de Castilla la Nueva (Madrid 17); Situada en lo hondo de un vallecito, rodeado por una colina de bastante altura que forma semicírculo abierto por la parte N, cuyo viento es el que le bate con más frecuencia; el clima es sano y no muy frío. Tiene 60 casas poco uniformes, entre las que se cuenta la de ayuntamiento con cárcel en su piso bajo, divididas en varias calles y una plaza con una fuente de agua salobre; hay además escuela para niños dotada con 200 reales y una retribución de los padres de los 10 ó 12 alumnos que la frecuentan; iglesia parroquial de entrada (La Asunción) servida por un cura, y un hermoso convento hecho a expensas del Señor Galarza, obispo que fue de Coria, natural de Bonilla, hijo de la familia del marqués de Cerralvo; a ¼ de legua al E hay una ermita dedicada a Santa Águeda, casi enteramente arruinada. Confina el término N con Villanueva de Guadamajuz; E Caracena y Castillejo del Romeral; S Caracenilla, y O Carrascosilla. Hacia la parte S se encuentra un sitio donde se dice hubo un lugar llamado Uterviejo. El terreno es de buena calidad, principalmente la vega que se halla hacia Villanueva de Guadamejuz; hay varios montes, y en lo alto de la colina que domina al pueblo se eleva uno en figura cónica que descuella sobre todos los demás; están despoblados, y solo se ve alguna planta de chaparral. Además de varias fuentes que nacen en este término, de buena calidad en su mayor parte, lo atraviesa un río que va a juntarse al Caracenilla, el cual se pasa por un puentecillo; los caminos se hallan en mediano estado; la correspondencia se recibe los lunes en la estafeta de Huete. Producciones: legumbres para el consumo, trigo, azafrán, poco aceite y vino, algún alazor, ganado lanar, caza de liebres, conejos y perdices. Industria y comercio: compra de mulas en León para venderlas en la provincia, la agricultura y extracción de algún trigo y azafrán. Existe un molino aceitero en mal estado. Población: 62 vecinos, 346 almas. Capital productivo: 744.660 reales. Imponible: 37.233 reales; importe de los consu-mos 2.288 reales 3 maravedíes; el presupuesto municipal asciende a 2.350 reales, y se cubre con lo que producen las fincas de propios, taberna y demás puestos públicos.
Diccionario geográfico-estadístico-histórico de España y sus posesiones de Ultramar